# Christian Sehestedt Juul (gehejmeråd)
 Der er flere personer med dette navn, se Christian Sehestedt Juul.
Christian Sehestedt Juul (4. februar 1741 i Randers – 24. januar 1788 i København) var en dansk adelsmand og godsejer, ritmester, kammerherre og gehejmeråd.
Han var søn af Ove Juul og Sophie Hedevig Friis, som 1756 arvede stamhuset Raunholt af sin moster, gehejmerådinde Charlotte Amalie Sehestedt, f. Gersdorff. I 1766 arvede Christian Juul godserne, og til ære for arven fra Sehestedt bærer han og hans efterkommere navnet Sehestedt Juul.
Han blev sent gift – 13. oktober 1780 – med Lucie Charlotte Sehestedt Juul, født komtesse Scheel og døde kun otte år senere. Parret er begravet i Herrested Kirke.
Han ejede Nislevgård fra 1766 og frem til sin død. 